# Nguyễn Hữu Hùng (tướng quân đội)
Nguyễn Hữu Hùng (26 tháng 7 năm 1970 - 13 tháng 10 năm 2020) là một tướng lĩnh Quân đội nhân dân Việt Nam, cấp bậc Thiếu tướng. Tại thời điểm gặp nạn,  ông giữ các chức vụ Phó Cục trưởng Cục Cứu hộ Cứu nạn, Bộ Tổng tham mưu Quân đội nhân dân Việt Nam kiêm Phó Chánh Văn phòng Ủy ban Quốc gia Ứng phó sự cố, thiên tai và Tìm kiếm cứu nạn, Phó Chánh Văn phòng Ban chỉ đạo phòng thủ dân sự Quốc gia. Ông nguyên là Phó Tham mưu trưởng Binh chủng Công binh, Quân đội nhân dân Việt Nam.

## Xuất thân
Thiếu tướng Nguyễn Hữu Hùng (còn được biết đến là Anh Hùng Đạ Dâng), sinh vào ngày 26 tháng 7 năm 1970 tại thôn Thuỵ Khuê , xã Sài Sơn, huyện Quốc Oai, thành phố Hà Nội, trong một gia đình có truyền thống tham gia lực lượng vũ trang. Bố ông là bộ đội, gia đình ông có 5 anh em, 3 trai 2 gái, 2 người anh em của ông đều công tác và tham gia lực lượng vũ trang nhân dân Việt Nam.

## Giáo dục
Sau khi tốt nghiệp phổ thông trung học, tháng 9 năm 1987 Nguyễn Hữu Hùng thi đỗ vào Trường Sĩ quan Công binh và là học viên Trường Sĩ quan Công binh, Binh chủng Công binh. Cuối năm 1990, ông tốt nghiệp Trường Sĩ quan Công binh.

## Sự nghiệp
Ông được kết nạp vào Đảng Cộng sản Việt Nam ngày 19 tháng 4 năm 1989.
Tháng 11 năm 1990 đến tháng 8 năm 1993, sau khi tốt nghiệp Trường Sĩ quan Công binh, ông được điều động giữ chức Trung đội trưởng, Phó Đại đội trưởng Đại đội 1, Tiểu đoàn 1, Lữ đoàn 239, Binh chủng Công binh.
Tháng 9 năm 1993 đến tháng 3 năm 1999, ông Phụ trách Đại đội trưởng Đại đội 4, Tiểu đoàn 2; Đại đội trưởng Đại đội 2, Tiểu đoàn 1, Lữ đoàn 239, Binh chủng Công binh.
Tháng 4 năm 1999 đến tháng 10 năm 2000, ông giữ chức Trợ lý Quân lực, Phòng Tham mưu, Lữ đoàn 239, Binh chủng Công binh.
Tháng 11 năm 2000 đến tháng 8 năm 2002, ông giữ chức Trợ lý Phòng Quân huấn - Nhà trường, Bộ Tham mưu Binh chủng Công binh.
Tháng 9 năm 2002 đến tháng 8 năm 2005, ông được cử đi học tại Học viện Lục quân.
Tháng 9 năm 2005 đến tháng 3 năm 2008, ông giữ chức Trợ lý Phòng Quân huấn - Nhà trường, Bộ Tham mưu Binh chủng Công binh.
Tháng 4 năm 2008 đến tháng 3 năm 2011, ông giữ chức Phó Lữ đoàn trưởng, Tham mưu trưởng Lữ đoàn 249, Binh chủng Công binh.
Tháng 4 năm 2011 đến tháng 8 năm 2014, ông giữ chức Lữ đoàn trưởng Lữ đoàn 249, Binh chủng Công binh.
Tháng 9 năm 2014 đến tháng 8 năm 2015, ông được bổ nhiệm giữ chức Phó Tham mưu trưởng Binh chủng Công binh.
Giữa tháng 12 năm 2014, ông chỉ huy công binh "đào hầm trong cát", xuyên thẳng qua khối đất đá sạt lở, nhanh chóng cứu sống 12 công nhân trong vụ sập hầm thủy điện Đạ Dâng (Lâm Đồng). Từ đó ông được nhiều người gọi là “Người hùng Đạ Dâng”.
Từ tháng 9 năm 2015 đến cuối năm 2020, Nguyễn Hữu Hùng được bổ nhiệm giữ chức Phó Cục trưởng Cục Cứu hộ Cứu nạn, Bộ Tổng tham mưu Quân đội nhân dân Việt Nam.
Tại thời điểm tham gia đoàn công tác ứng cứu Lũ lụt miền Trung Việt Nam năm 2020 vào khu vực Thủy điện Rào Trăng 3 và gặp nạn hy sinh, Nguyễn Hữu Hùng đang giữ các chức vụ: Phó Cục trưởng Cục Cứu hộ Cứu nạn, Bộ Tổng tham mưu Quân đội nhân dân Việt Nam; Phó Chánh Văn phòng Ủy ban Quốc gia Ứng phó sự cố, thiên tai và Tìm kiếm cứu nạn; Phó Chánh Văn phòng Ban chỉ đạo phòng thủ dân sự Quốc gia.
Ngày 17 tháng 10 năm 2020, ông được Tổng Bí thư, Chủ tịch nước Nguyễn Phú Trọng ký Quyết định số 1819/QĐ-CTN, truy thăng cấp bậc Thiếu tướng Quân đội nhân dân Việt Nam..
Cũng trong ngày 17 tháng 10 năm 2020 Tổng Bí thư, Chủ tịch nước Nguyễn Phú Trọng đã truy tặng Huân chương Bảo vệ Tổ quốc hạng nhất cho 2 tướng quân đội gồm: Thiếu tướng Nguyễn Văn Man, Phó tư lệnh Quân khu 4 và Thiếu tướng Nguyễn Hữu Hùng, Phó cục trưởng Cục Cứu hộ Cứu nạn, Bộ Tổng tham mưu Quân đội nhân dân Việt Nam.

## Người hùng ở Đạ Dâng
Cuối năm 2014, Thiếu tướng Nguyễn Hữu Hùng (khi đó đang là Phó Tham mưu trưởng Binh chủng Công binh) chỉ huy lực lượng giải cứu 12 công nhân trong vụ việc sự cố sập hầm thủy điện Đạ Dâng (Lâm Đồng).
Chiều ngày 18 tháng 12 năm 2014, sự cố đã bước sang ngày thứ ba nhưng việc triển khai các phương án đào hầm, tiếp cận vị trí nhóm công nhân mắc kẹt gặp rất nhiều khó khăn.
Bí thư Tỉnh ủy Lâm Đồng Nguyễn Xuân Tiến và Thiếu tướng Nguyễn Hữu Hùng dẫn đồng chí Hoàng Trung Hải (Phó thủ tướng thời điểm đó) vào tận điểm sạt lở trong hầm. Trong cuộc họp dưới nhà bạt dã chiến cạnh cửa hầm thủy điện, tướng Hùng đề xuất Phó thủ tướng giao quân đội làm tổng chỉ huy lực lượng tìm kiếm, giao công binh chủ trì đào nhánh hầm để tiếp cận công nhân mắc kẹt.
Lúc đó, phương án giải cứu duy nhất là đào đường hầm đi vòng qua điểm sạt lở. Phương án này được nhiều người đồng tình vì an toàn hơn cho lực lượng tìm kiếm do đào vào nền đất cứng, tránh được rủi ro sập hầm. Nhưng để tiếp cận được các nạn nhân, cần ít nhất 3 ngày. Phó thủ tướng cho rằng như vậy quá lâu, ảnh hưởng tính mạng người bị nạn.
Thiếu tướng Hùng xin phép Phó thủ tướng cho đào đường hầm theo nhánh bên trái, xuyên thẳng qua khối đất đá sạt lở. Lực lượng công binh sẽ huy động chiến sĩ tinh nhuệ nhất, đào liên tục ngày đêm theo phương pháp "đào hầm trong cát", giúp tạo một lối thông qua khối bùn đất nhão, có căn cứ khoa học về độ an toàn, đảm bảo nhanh tiếp cận nạn nhân hơn đào theo đường vòng.
Tướng Hùng khẳng định có rủi ro, nhưng sẽ tăng cơ hội giải cứu nạn nhân. Lúc đó nhiều người chưa đồng tình với phương án này, Phó thủ tướng Hoàng Trung Hải đã bị thuyết phục bởi sự quyết đoán của tướng Hùng. Ông giao Phó Tham mưu trưởng Nguyễn Hữu Hùng làm chỉ huy các lực lượng cứu nạn tại hiện trường. Bí thư Tỉnh ủy Lâm Đồng chủ trì, chỉ đạo các mặt công tác cứu nạn, cứu hộ.
Phương án được chuẩn y, tướng Hùng được giao chỉ huy trực tiếp tất cả các lực lượng cứu hộ. Với phương án cứu hộ hiệu quả, trong 24 giờ đã cứu được toàn bộ 12 công nhân, sớm hơn gần 2 ngày so với dự kiến. Thiếu tướng Nguyễn Hữu Hùng lúc đó đã được Thủ tướng Chính phủ phong tặng Huân chương Chiến công hạng Ba.
Sau cuộc giải cứu thành công 12 công nhân thủy điện Đạ Dâng (Lâm Đồng). Ông được nhiều người gọi là “Anh hùng Đạ Dâng”.

## Gặp nạn và hy sinh
Đêm 12 rạng sáng 13 tháng 10 năm 2020, khi tham gia đoàn công tác ứng cứu Lũ lụt miền Trung Việt Nam năm 2020 do Thiếu tướng Nguyễn Văn Man dẫn đầu, cứu hộ các công nhân ở thủy điện Rào Trăng 3, Thiếu tướng Nguyễn Hữu Hùng đã gặp nạn trong một vụ sạt lở đất cùng 12 người của đoàn cứu hộ, 8 người thoát ra ngoài. Ngày 15 tháng 10 năm 2020, thi thể của ông được lực lượng cứu hộ tìm thấy.
Tang lễ được tổ chức theo nghi thức cấp cao của quân đội. Ông được an táng tại Nghĩa trang Liệt sĩ xã Sài Sơn, huyện Quốc Oai, thành phố Hà Nội.

## Lịch sử thụ phong quân hàm
| Năm thụ phong | –        | –         | –      | –        | –        | 2008      | 2012   | 2020                     |
| ------------- | -------- | --------- | ------ | -------- | -------- | --------- | ------ | ------------------------ |
| Quân hàm      |          |           |        |          |          |           |        |                          |
| Cấp bậc       | Trung úy | Thượng úy | Đại úy | Thiếu tá | Trung tá | Thượng tá | Đại tá | Thiếu tướng (Truy thăng) |

## Phong tặng
Trong quá trình chiến đấu và công tác, Thiếu tướng Nguyễn Hữu Hùng đã được tặng thưởng:

### Huân Huy chương
|  |  |  |  |  |  |
|  |  |  |  |  |  |

| Huân chương Bảo vệ Tổ quốc hạng Nhất Có thành tích xuất sắc đột xuất trong thực hiện nhiệm vụ cứu hộ, cứu nạn đợt mưa lũ tại thủy điện Rào Trăng 3 (17/10/2020) | Huân chương Bảo vệ Tổ quốc hạng Nhất Có thành tích xuất sắc đột xuất trong thực hiện nhiệm vụ cứu hộ, cứu nạn đợt mưa lũ tại thủy điện Rào Trăng 3 (17/10/2020) | Huân chương Chiến công hạng Ba Đã dũng cảm mưu trí, sáng tạo, hoàn thành xuất sắc trong thực hiện nhiệm vụ khắc phục hậu quả vụ sập hầm công trình thủy điện Đạ Dâng, tỉnh Lâm Đồng (18/12/2014) | Huân chương Chiến công hạng Ba Đã dũng cảm mưu trí, sáng tạo, hoàn thành xuất sắc trong thực hiện nhiệm vụ khắc phục hậu quả vụ sập hầm công trình thủy điện Đạ Dâng, tỉnh Lâm Đồng (18/12/2014) | Huy chương Quân kỳ Quyết thắng Phục vụ liên tục trong Quân đội nhân dân từ 25 năm trở lên và hoàn thành tốt nhiệm vụ trong thời gian tại ngũ (–) | Huy chương Quân kỳ Quyết thắng Phục vụ liên tục trong Quân đội nhân dân từ 25 năm trở lên và hoàn thành tốt nhiệm vụ trong thời gian tại ngũ (–) |
| Huân chương Chiến sĩ vẻ vang hạng Nhất Có công lao trong việc xây dựng Quân đội Nhân dân Việt Nam và phục vụ tại ngũ liên tục 20 năm trở lên (–)                | Huân chương Chiến sĩ vẻ vang hạng Nhất Có công lao trong việc xây dựng Quân đội Nhân dân Việt Nam và phục vụ tại ngũ liên tục 20 năm trở lên (–)                | Huân chương Chiến sĩ vẻ vang hạng Nhì Có công lao trong việc xây dựng Quân đội Nhân dân Việt Nam và phục vụ tại ngũ liên tục 15 năm trở lên (–)                                                  | Huân chương Chiến sĩ vẻ vang hạng Nhì Có công lao trong việc xây dựng Quân đội Nhân dân Việt Nam và phục vụ tại ngũ liên tục 15 năm trở lên (–)                                                  | Huân chương Chiến sĩ vẻ vang hạng Ba Có công lao trong việc xây dựng Quân đội Nhân dân Việt Nam và phục vụ tại ngũ liên tục 10 năm trở lên (–)   | Huân chương Chiến sĩ vẻ vang hạng Ba Có công lao trong việc xây dựng Quân đội Nhân dân Việt Nam và phục vụ tại ngũ liên tục 10 năm trở lên (–)   |

### Huy hiệu
- Huy hiệu 30 năm tuổi Đảng

## Gia đình
Bố của Thiếu tướng Nguyễn Hữu Hùng là ông Nguyễn Hữu Oanh, cựu lính công binh. Mẹ ông là bà Nguyễn Thị Hồ.
Nguyễn Hữu Hùng kết hôn với bà Nguyễn Thị Thanh Thoa. Hai ông bà có với nhau 2 người con trai, con trai đầu mới tốt nghiệp và đang công tác trong quân đội, con trai út đang học lớp 11.